# Neutralidad (película)
Neutralidad (también conocida como Los caballeros del mar en México) es una película española de drama bélico estrenada en 1949, dirigida por Eusebio Fernández Ardavín y protagonizada en los papeles principales por Adriana Benetti y Jorge Mistral.
La película tiene un alto contenido propagandístico, dado que enaltece la neutralidad de España tras la finalización de la Segunda Guerra Mundial.
La película obtuvo una medalla del Círculo de Escritores Cinematográficos en la sección de "Mejor decorado", galardón que recayó en Tedy Villalba por su trabajo dicho apartado.

## Sinopsis
Durante la II Guerra Mundial, el buque español "Magallanes" rescata a los supervivientes de un cañonero estadounidense atacado por el ejército enemigo.

## Reparto
- Adriana Benetti como Monika
- Jorge Mistral como Ignaz, 1r Oficial del barco
- Manuel Monroy como 2º Oficial
- Gérard Tichy como Oficial alemán
- Alexander N. Gosling como Oficial estadounidense
- Jesús Tordesillas como Capitán español
- Manuel Luna como Polizón
- José Prada como Señor Andes
- Valeriano Andrés
- Mario Berriatúa
- José María Mompín
- Juan Perchicot
- Francisco Pierra
- Emilio Santiago
- Ángel Picazo
- Manuel Requena

## Premios
5.ª edición de las Medallas del Círculo de Escritores Cinematográficos
| Categoría         | Persona       | Resultado |
| ----------------- | ------------- | --------- |
| Mejores decorados | Tedy Villalba | Ganador   |